# Kalpidorhynchus arenicolae
Kalpidorhynchus arenicolae is een soort in de taxonomische indeling van de Myzozoa, een stam van microscopische parasitaire dieren. Het organisme komt uit het geslacht Kalpidorhynchus en behoort tot de familie Urosporidae. Kalpidorhynchus arenicolae werd in 1907 ontdekt door Cunningham.